# Саммо Хунг
Са́ммо Хунг Кам-Бо, або просто Са́ммо Хунг (кит.: 洪金寶; нар. 7 січня 1952, Гонконг) — гонконгский кінорежисер, актор, бойовий хореограф.

## Біографія
Знімався Саммо ще з Брюсом Лі, ставив хореографію боїв у фільмах Джекі Чана, Джона Ву та ін. Фактично саме Саммо Хунг в 1980-х відтворив жанр кунфу-бойовика таким, яким ми його знаємо зараз. Нині Саммо Хун є однією з найвпливовіших фігур в гонконзькому кінематографі, на його рахунку понад 170 різних проектів (зокрема «Місія близнюків»).
Незважаючи на свою статуру товстуна (при зрості 168 см він важить майже 100 кілограмів), завдяки якій Саммо Хунга впізнають у всьому світі, він є прекрасним майстром кун-фу і старшим із знаменитої сімки (англ. Seven Little Fortunes) випускників Пекінської оперної школи (разом з Джекі Чаном, Юнь Біяо, Корі Енем і ін.).
Своє прізвисько «Сам Мо», що кантонським діалектом китайської означає «три волосинки» (кит.: 三毛, палл. саньмао, юе са: ммоу), Хун Цзіньбао отримав прямо з народження — саме стільки волосся було на його голові в дитинстві.
У кіно він також згадувався в титрах як: Hung Ching-Pao, Chin-pao Hong, Jinbao Hong, James Hung, Kam-po Hung, Sammo Hung, Samo Hung, Sanno Hung, Hung Kam Po, Hung Kim Po, Yuanlong Zhu — така кількість псевдонімів претендує на рекорд.